# 大屋村 (兵庫県)
大屋村（おおやむら）は、兵庫県養父郡にあった村。現在の養父市大屋町の中心部にあたる。

## 地理
- 河川：大屋川、明延川

## 歴史
- 1889年（明治22年）4月1日 - 町村制の施行により、大屋市場村・加保村・笠谷村・山路村・大杉村の区域をもって発足。
- 1955年（昭和30年）3月31日 - 口大屋村・南谷村・西谷村と合併して大屋町が発足。同日大屋村廃止。

## 経済

### 産業
農業
『大日本篤農家名鑑』によれば、大屋村の篤農家は「正垣九右衛門、朽尾安治郎、衣川熊太郎」などがいた。

### 地主
鎌田三郎兵衛は兵庫県の大地主である。

## 出身・ゆかりのある人物
- 鎌田三郎兵衛（大屋銀行頭取、衆議院議員[3]）